# Joel Asaph Allen

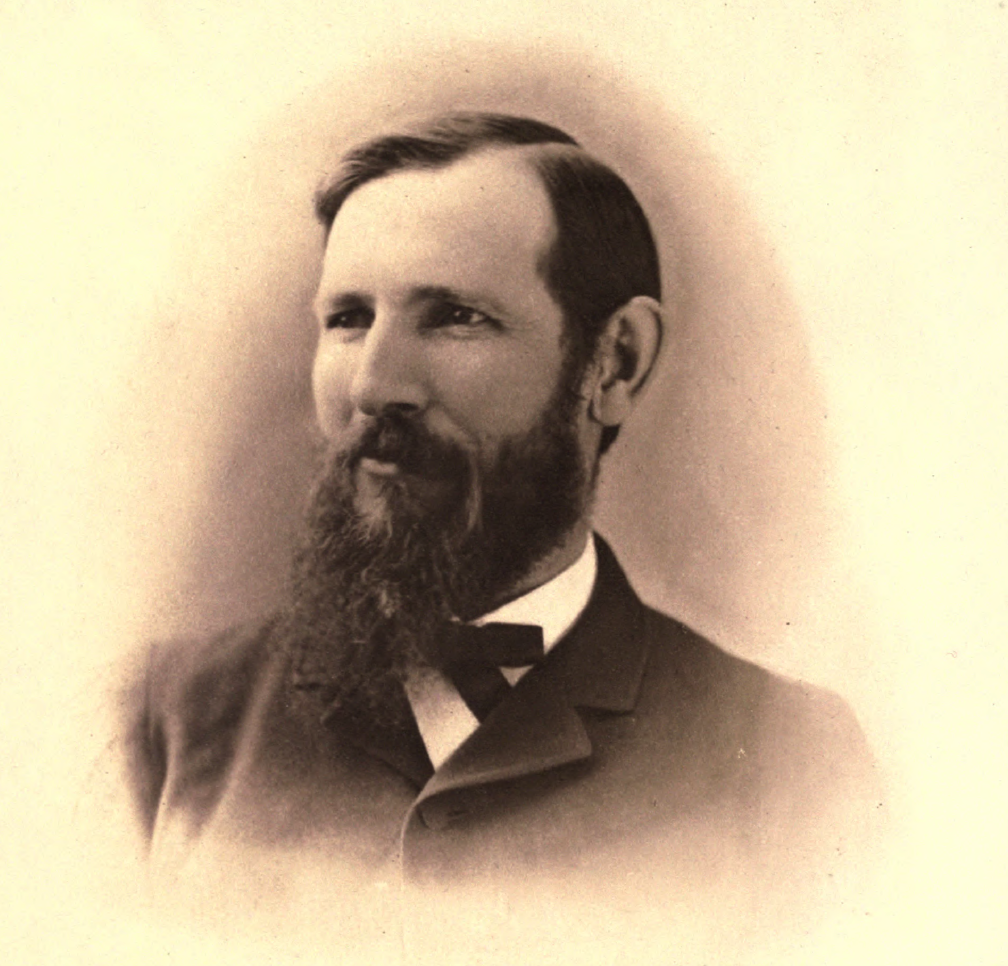
Joel Asaph Allen.

Joel Asaph Allen (* 19. Juli 1838 in Springfield, Massachusetts; † 29. August 1921 in Cornwall-on-Hudson, New York) war ein US-amerikanischer Zoologe mit den Schwerpunkten Säugetiere (Mammalogie) und Vogelkunde (Ornithologie).

## Leben und Werk
Allen studierte an der Wilbraham Academy in Springfield und später an der Harvard University bei Louis Agassiz. Mit diesem bereiste er 1865 Brasilien. Von 1867 bis 1885 war er Kurator für Vögel und Säugetiere am American Museum of Natural History in New York City. 1871 wurde er in die American Academy of Arts and Sciences gewählt, 1876 in die National Academy of Sciences. 1921 verstarb er ebenfalls in New York.
Allen war einer der führenden Systematiker und Ornithologen der Vereinigten Staaten und war maßgeblich an der Erarbeitung und Begründung der Nomenklaturregeln der Zoologie beteiligt. Daneben befasste er sich mit dem Einfluss von ökologischen Faktoren auf die Anatomie der Tiere und stellte die nach ihm benannte Allensche Regel für den Einfluss des Klimas auf die Länge des Schnabels und der Flügel bei Vögeln auf. Sie besagt, dass bei homoiothermen (gleichwarmen) Organismen, die relative Länge exponierter Körperteile (Extremitäten, Schwänze, Ohren) in kalten Klimazonen geringer ist als bei verwandten Arten und Unterarten in wärmeren Gebieten.

## Schriften
- mit Elliott Coues: Monographs of North American Rodentia. 1877 doi:10.5962/bhl.title.16063 doi:10.5962/bhl.title.38255
- History of North American pinnipeds : a monograph of the walruses, sea-lions, sea-bears and seals of North America. 1880 doi:10.5962/bhl.title.23136 doi:10.5962/bhl.title.1921 doi:10.5962/bhl.title.19629
- Descriptions of new species of South American birds with remarks on various other little known Species. In: Bulletin of the American Museum of Natural History. Band 2, Nr. 3, 1889, S. 137–151 (biodiversitylibrary.org).
- Review of the South American Sciuridae. In: Bulletin of the American Museum of Natural History. Band 34, Nr. 8, 1915, S. 147–309 (englisch, digitallibrary.amnh.org [PDF; 29,8 MB]).

## Belege
1. 1 2 3  
Allen, Joel Asaph In: Ilse Jahn: Geschichte der Biologie. Theorien, Methoden, Institutionen, Kurzbiographien. Nikol VG Spektrum, Hamburg 2004, ISBN 3-937872-01-9.
2. ↑  
Allensche Proportionsregel. In: Herder-Lexikon der Biologie. Spektrum Akademischer Verlag, Heidelberg 2003, ISBN 3-8274-0354-5.